# Trại họp bạn

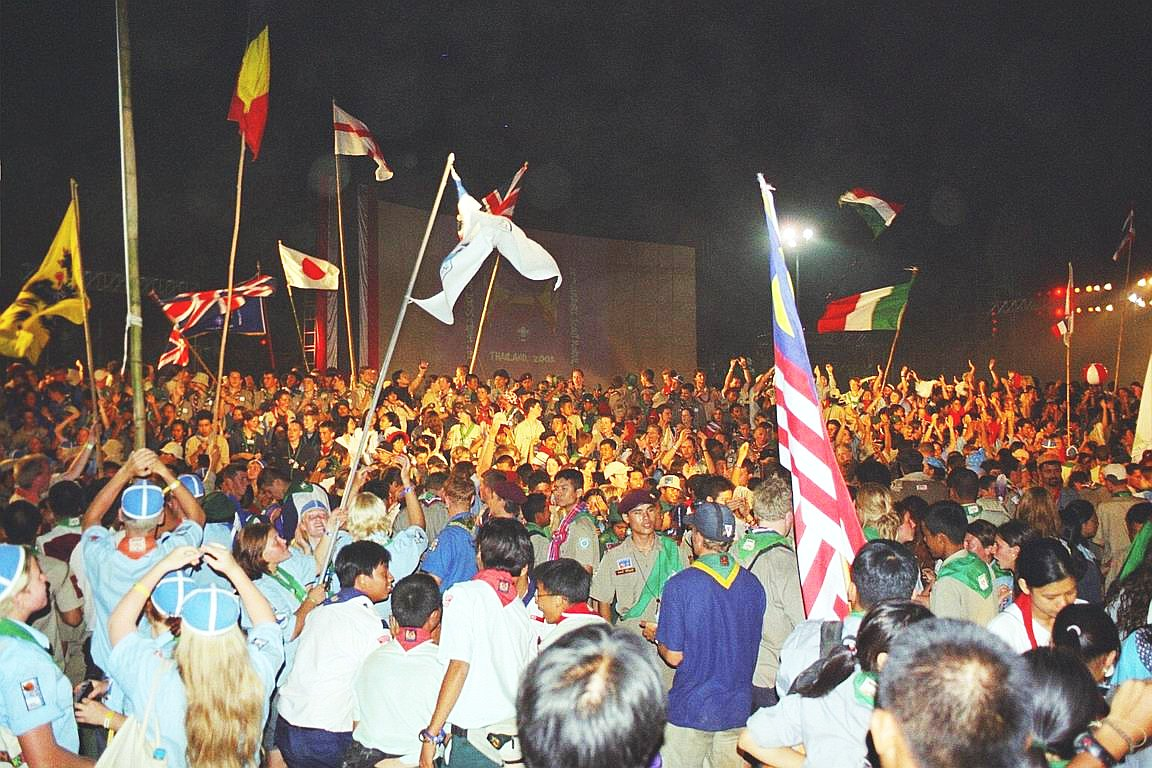
Lễ bế mạc Trại Họp bạn Hướng đạo Thế giới lần thứ 20 được tổ chức tại Thái Lan năm 2002/2003

Trong Hướng đạo, trại họp bạn (jamboree) là một cuộc tụ họp phô diễn có đông đảo các Hướng đạo sinh ở cấp độ quốc gia hoặc cấp độ quốc tế. Các hoạt động bao gồm cắm trại, các trò chơi, thi đua tài thủ công và kỹ thuật Hướng đạo, trao đổi huy hiệu, băng hiệu, nút hiệu, các trò chơi dưới nước, điêu khắc gỗ, thám du,...
Trại Họp bạn Hướng đạo Thế giới lần thứ 1 được Anh Quốc tổ chức năm 1920. Kể từ đó, đã có 20 kỳ Trại Họp bạn Hướng đạo Thế giới được tổ chức tại nhiều quốc gia, thông thường là 4 năm một lần.
Cũng có các trại họp bạn lục địa và quốc gia được tổ chức khắp thế giới và thời điểm thì đa dạng. Nhiều kỳ trại họp bạn như thế cũng có mời các Hướng đạo sinh khác từ các nước khác đến tham dự.
Trại Họp bạn Hướng đạo Thế giới lần thứ 21 được tổ chức tại Anh Quốc trong tháng 7 và tháng 8 năm 2007, là một phần của chương trình chào mừng Hướng đạo tròn một trăm tuổi vào năm 2007.